# Melanoma desmoplastico
Il melanoma desmoplastico (conosciuto anche come "melanoma neurotropico"  o "Melanoma fusato") è una patologia cutanea rara caratterizzata da un melanoma infiltrante altamente invasivo con un'abbondanza di matrice fibrosa. Si registra solitamente nelle regioni della testa e del collo di anziani in seguito a cute danneggiata da fotoesposizione. La diagnosi differenziale risulta difficile, poiché assomiglia al nevo melanocitico sclerotizzante (benigno) e ad altre lesioni cutane nonmelanocitiche come cicatrici, fibrosi, cisti.
Il melanoma demoplastico tende a ricomparire in sede locale. Si registrano raramente metastasi in siti lontani.

## Collegamenti
- Melanoma